# Swifterbantcultuur
De Swifterbantcultuur (5300 - 3400 v.Chr.) is een archeologische cultuur van het late mesolithicum tot  subneolithicum. De cultuur is genoemd naar het dorp Swifterbant in de Flevopolder, waar de eerste vondsten zijn gedaan. 

## Geschiedenis
In de jaren vijftig en zestig van de twintigste eeuw werden in de net drooggelegde polders op een diepte van 5 à 6 meter beneden N.A.P. de overblijfselen gevonden van een systeem van kreken en natuurlijke dammen uit prehistorische tijd. Ook vond men de resten van nederzettingen uit het mesolithicum en neolithicum. Van 1962 tot 1978 werden de nederzettingen opgegraven en de vondsten geanalyseerd, hetgeen in de jaren negentig tot een aantal publicaties leidde.
In totaal zijn veertien nederzettingen bekend, waarvan er twee zijn opgegraven. De andere werden, om het bodemarchief intact te laten, door middel van testsleuven verkend. 

## Geologie
De omgeving van de Swifterbantcultuur lag aan de oevers van de Overijsselse Vecht. Het gebied werd al bewoond vanaf het midden van het mesolithicum en wordt gekenmerkt door rivierduinen en kreken, die door de stijging van de zeespiegel veranderden in draslanden, rietvelden en venen. Later drong de zee het land binnen en werden klei-afzettingen gevormd.

## Oorsprong en ontwikkeling
Tegen 5000 v.Chr. zijn in het zuiden van het land de boeren van de bandkeramische cultuur actief op de lössgronden van Limburg, terwijl boven de rivieren een cultuur van jager-verzamelaars te vinden is, waaruit zich de Swifterbantcultuur ontwikkelde. 
Het gebied was rijk aan vis en wild, zodat hier goed te leven viel van jacht en verzamelen. Door de langzaam stijgende zeespiegel werd het land wel steeds natter en bestond het voor een groot deel uit minder toegankelijke veenmoerassen. Dat kan een reden zijn geweest dat de Swifterbanters maar op beperkte schaal aan akkerbouw deden. Naar uit onderzoek blijkt hebben deze twee culturen ongeveer 1000 jaar naast elkaar bestaan, waarbij de bewoners van de uitgebreide moerassen in de Rijndelta langzamerhand sommige gewoonten van de landbouwers in het zuiden hebben overgenomen. In toenemende mate treft men tussen resten van wild ook resten van gedomesticeerde dieren aan.
In de vroege tijd zijn nauwelijks vaste nederzettingen aan te treffen. De cultuur beleefde een overgang van het jager-verzamelaarstadium naar veeteelt rond 4800-4500 v.Chr. Vanaf 4300 v.Chr. ontwikkelt zich rond de oeverwallen van kreken ook landbouw. In dit proces is er geen scherpe scheidslijn te trekken met de trechterbekercultuur (4000-2700 v.Chr.), waarvan de Westgroep (van Noord Nederland tot aan de Elbe) zich uit de Swifterbantcultuur heeft ontwikkeld.

## Levenswijze
De cultuur wordt aangetroffen in waterrijke gebieden. Op hoger gelegen gedeelten zijn nog geen nederzettingen aangetroffen.
De gemeenschappen van zo'n 40 tot 80 personen leefden grotendeels van visvangst (zoals snoek, steur, zalm, paling en meerval) en jacht (edelhert, otter, eland, bruine beer en watervogels). Ook werden wilde planten verzameld als hazelnoot, wilde appel, braam en speenkruid. Vanaf ca. 4500 v.Chr. speelde veeteelt (varkens en rundvee) geleidelijk een belangrijker rol. Men kende ook emmertarwe en gerst. Er zijn bij recente opgravingen sporen van akkerbouw gevonden, maar een belangrijke rol speelde die waarschijnlijk nog niet.
De Swifterbanters gingen steeds meer op vaste locaties wonen. Maar daarbij bleven zij, parallel aan de vaste woonplekken, gebruik maken van tijdelijke, seizoensgebonden kampementen voor o.a. de jacht en visserij. De volledige overgang naar akkerbouw en veeteelt hebben de Swifterbanters dan ook nooit gemaakt. Het jagen en verzamelen bleef altijd een belangrijk onderdeel van hun levensonderhoud.
Het complex wordt gekenmerkt door aardewerk met een typisch spitse puntbodem en S-vormig profiel, vergelijkbaar met het mesolithische aardewerk van Noord-Eurazië zoals dat van de Ertebøllecultuur. De aanwezigheid van paalgaten wijst erop dat de cultuur in ieder geval semi-sedentair was en dat de streek continu bewoond was vanaf het midden van het mesolithicum tot in het neolithicum als de Swifterbantcultuur opgaat in de trechterbekercultuur.

## Verwantschap en vondsten
Ook in de Duitse deelstaten Nedersaksen en Noordrijn-Westfalen zijn vondsten van de Swifterbantcultuur gedaan. Zo is er eind jaren zestig in Hüde (Landkreis Diepholz) aan het Dümmer-meer een belangrijke vindplaats opgegraven. Het gaat hierbij om een veennederzetting (Moorsiedlung). Ook hier was jacht en visserij voor de voedselvoorziening van deze mensen nog van groot belang. In Duitsland wordt de Swifterbantcultuur ook met de vindplaatsnaam Dümmer-Hüde 1 (fase 1-3) aangeduid. 
Vondsten bij Hardinxveld-Giessendam, waaronder de oudste vrouw van Nederland (Trijntje), zijn nauwelijks te onderscheiden van de Scandinavische Ertebøllecultuur en schuiven het begin van beide culturen terug tot 5600 v.Chr. Samen met de nauw verwante Ellerbeckcultuur uit Noord-Duitsland onder meer in Schleswig-Holstein vormen ze samen met de Swifterbantcultuur ongeveer het verspreidingsgebied van de latere Trechterbekercultuur. Veeteelt werd overigens door de Swifterbantcultuur ongeveer duizend jaar eerder ingevoerd dan door de Ertebøllecultuur: eerst incidenteel, later meer frequent. Een hogere bevolkingsdichtheid gepaard gaande met extensieve ontbossing kunnen verantwoordelijk zijn voor deze ontwikkeling. 
In januari 2018 werden in Nieuwegein de botresten van een baby uit deze cultuur gevonden, gelegen in de armen van het skelet van een jonge vrouw. Uit DNA-onderzoek is gebleken dat de baby de dochter is van de vrouw die haar vasthoudt. Moeder en dochter hebben de namen "Ava" en "Ynge" gekregen na een namenverkiezing door de gemeente Nieuwegein, begin 2019. Hun ouderdom is geschat op 6000 jaar en daarmee is het het oudste babygraf dat ooit in Nederland is gevonden.